# Specie di Rhinanthus

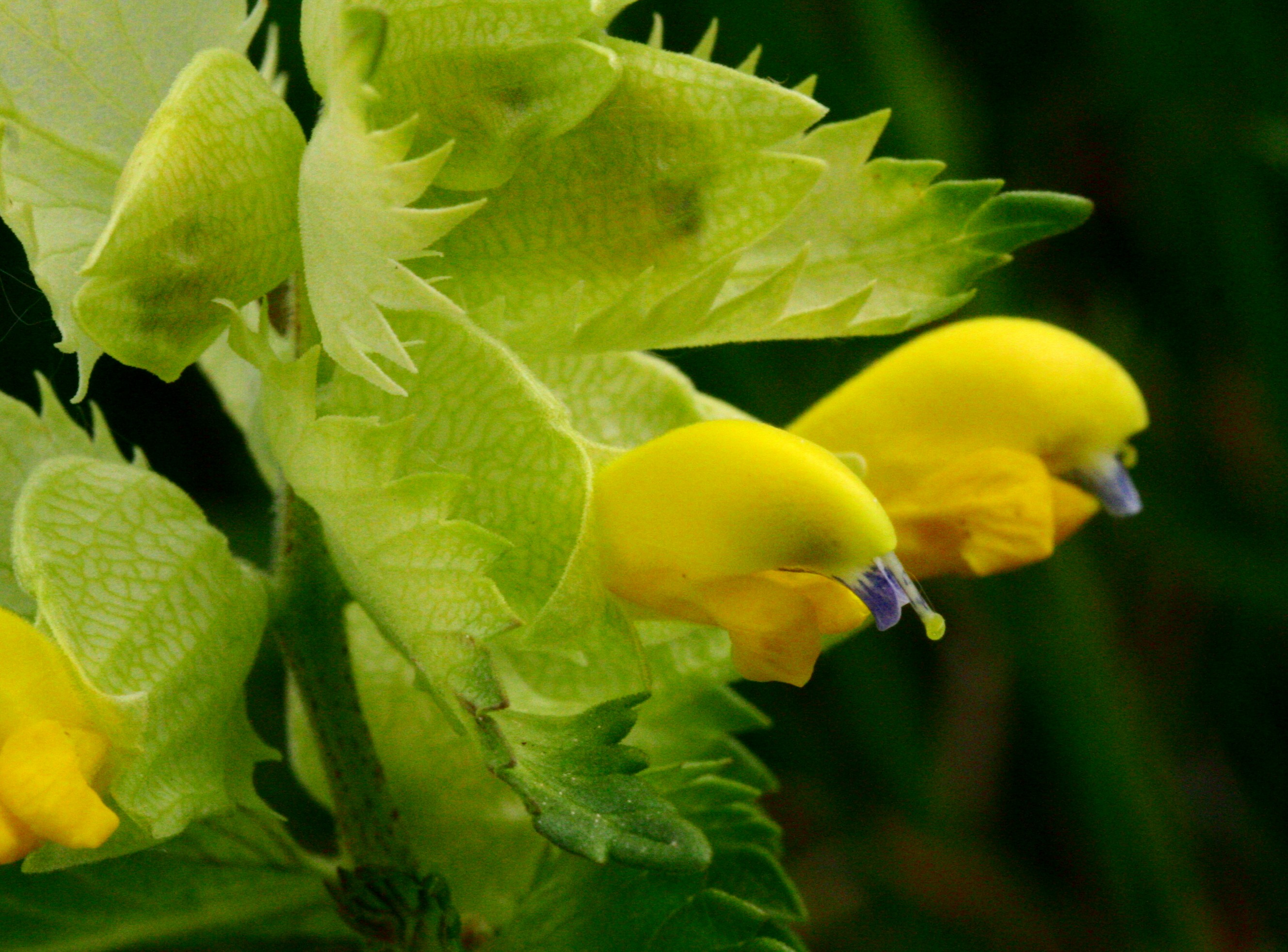
Rhinanthus alectorolophus

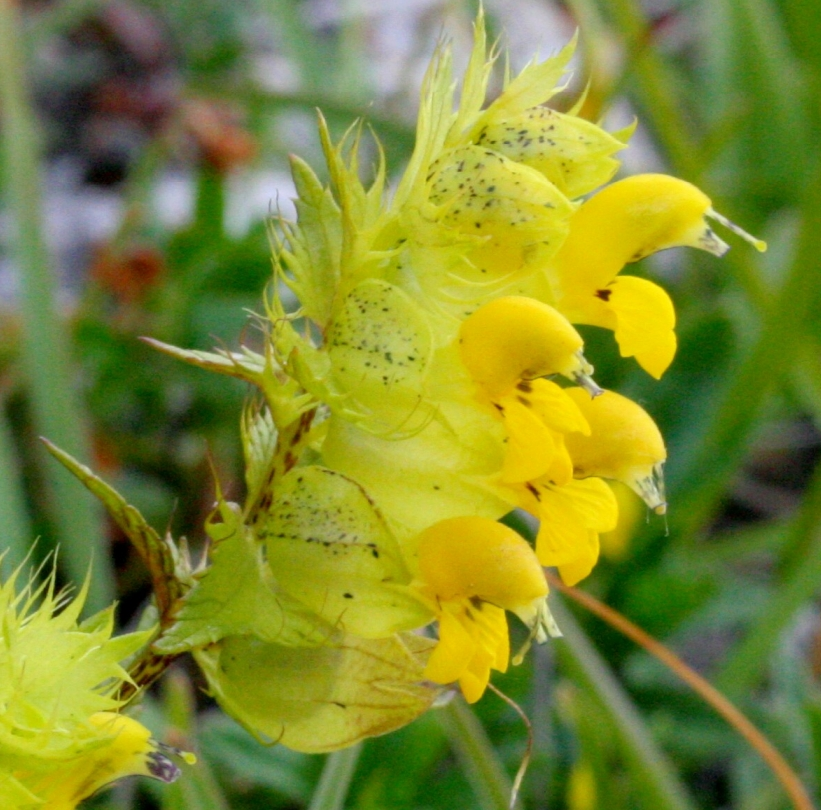
Rhinanthus alpinus

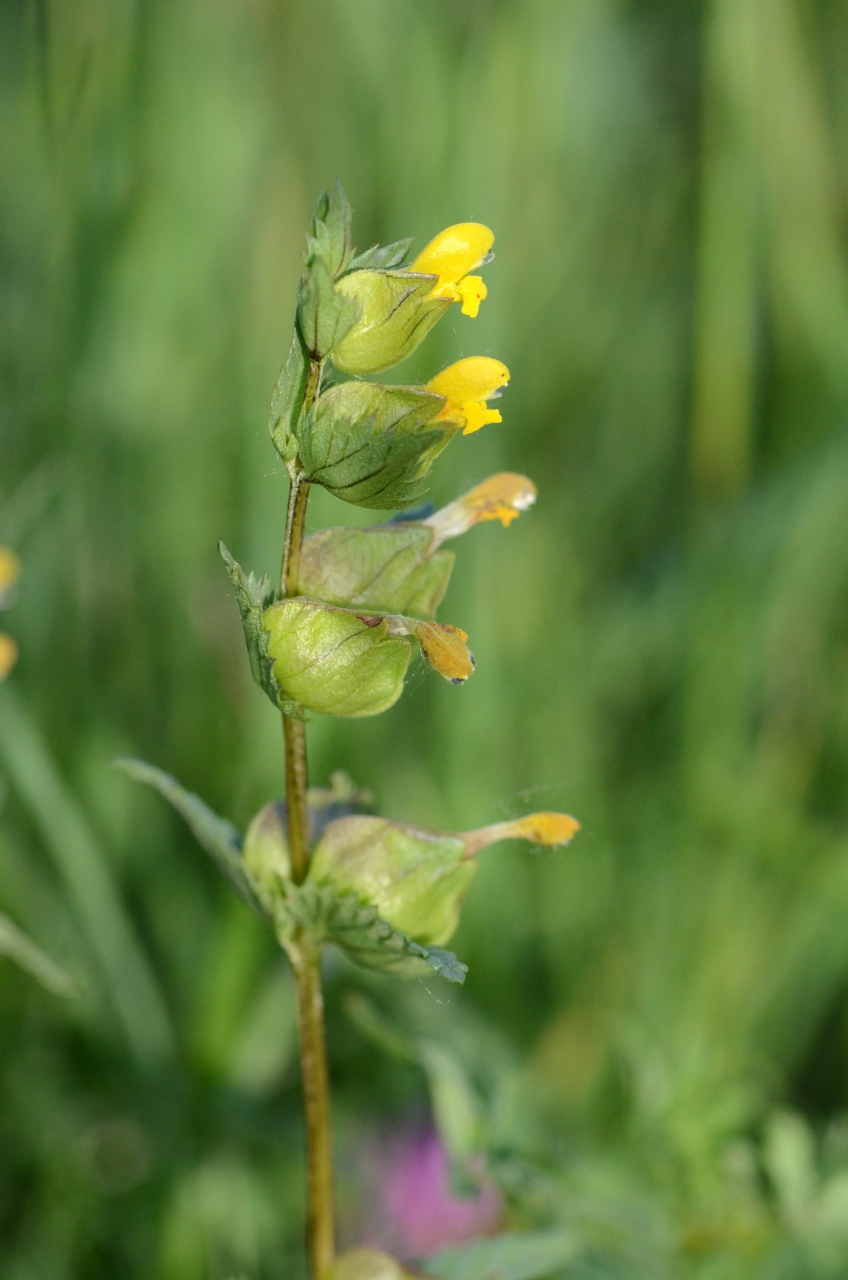
Rhinanthus borbasii

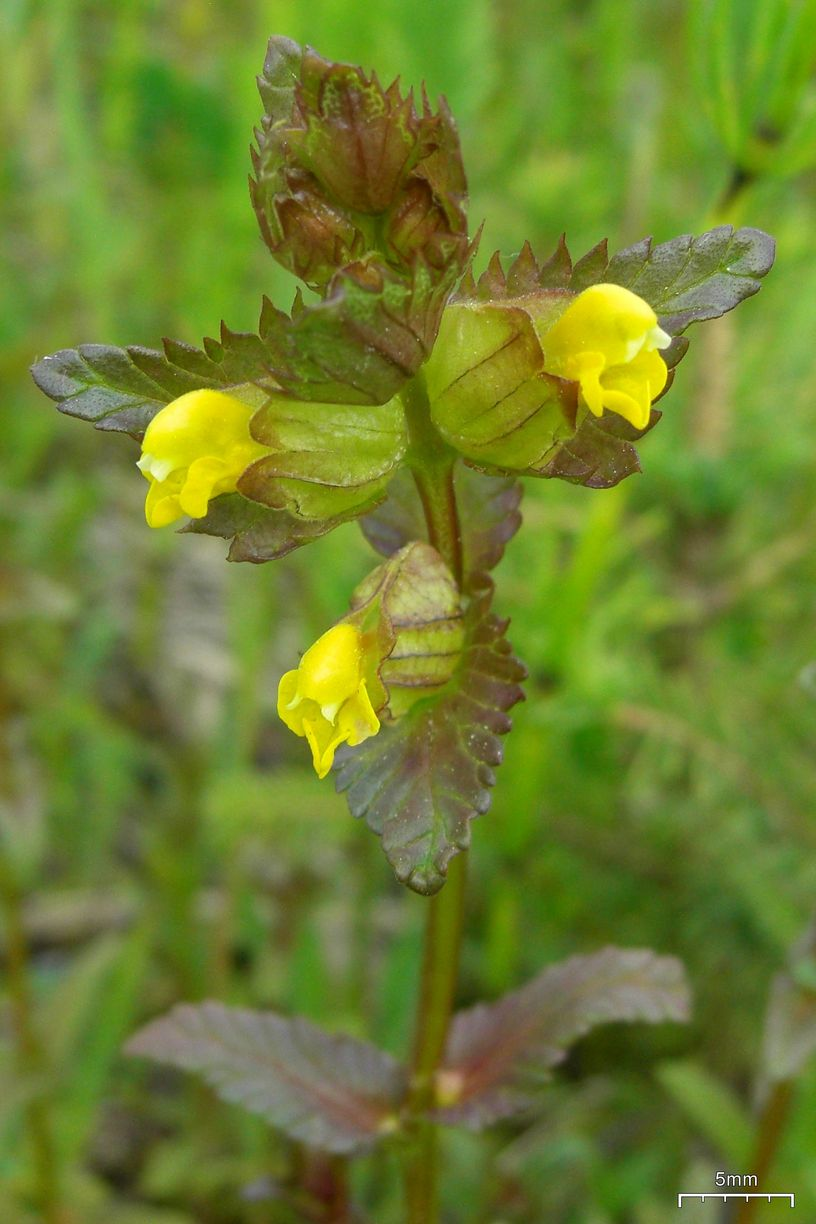
Rhinanthus crista-galli

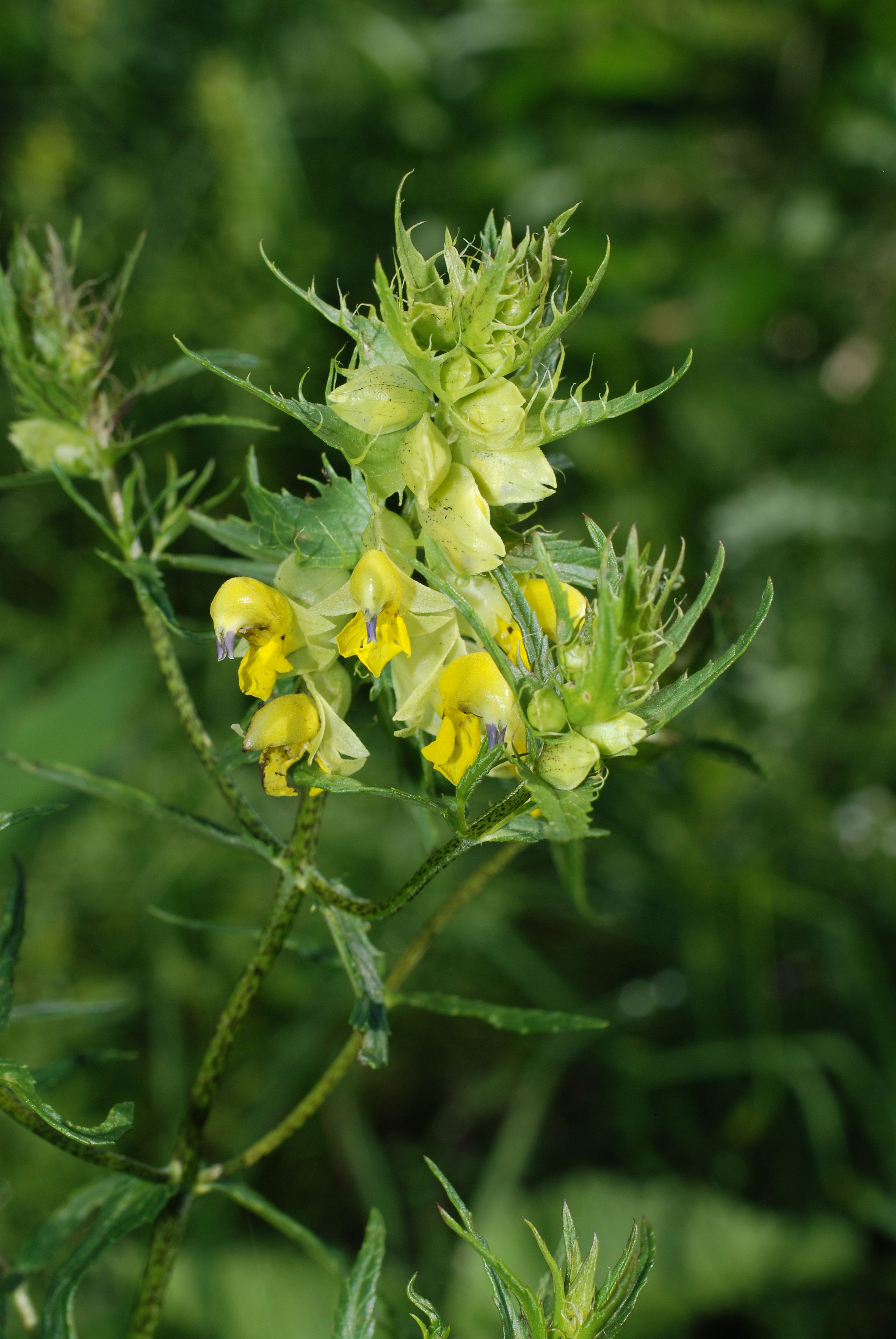
Rhinanthus glacialis

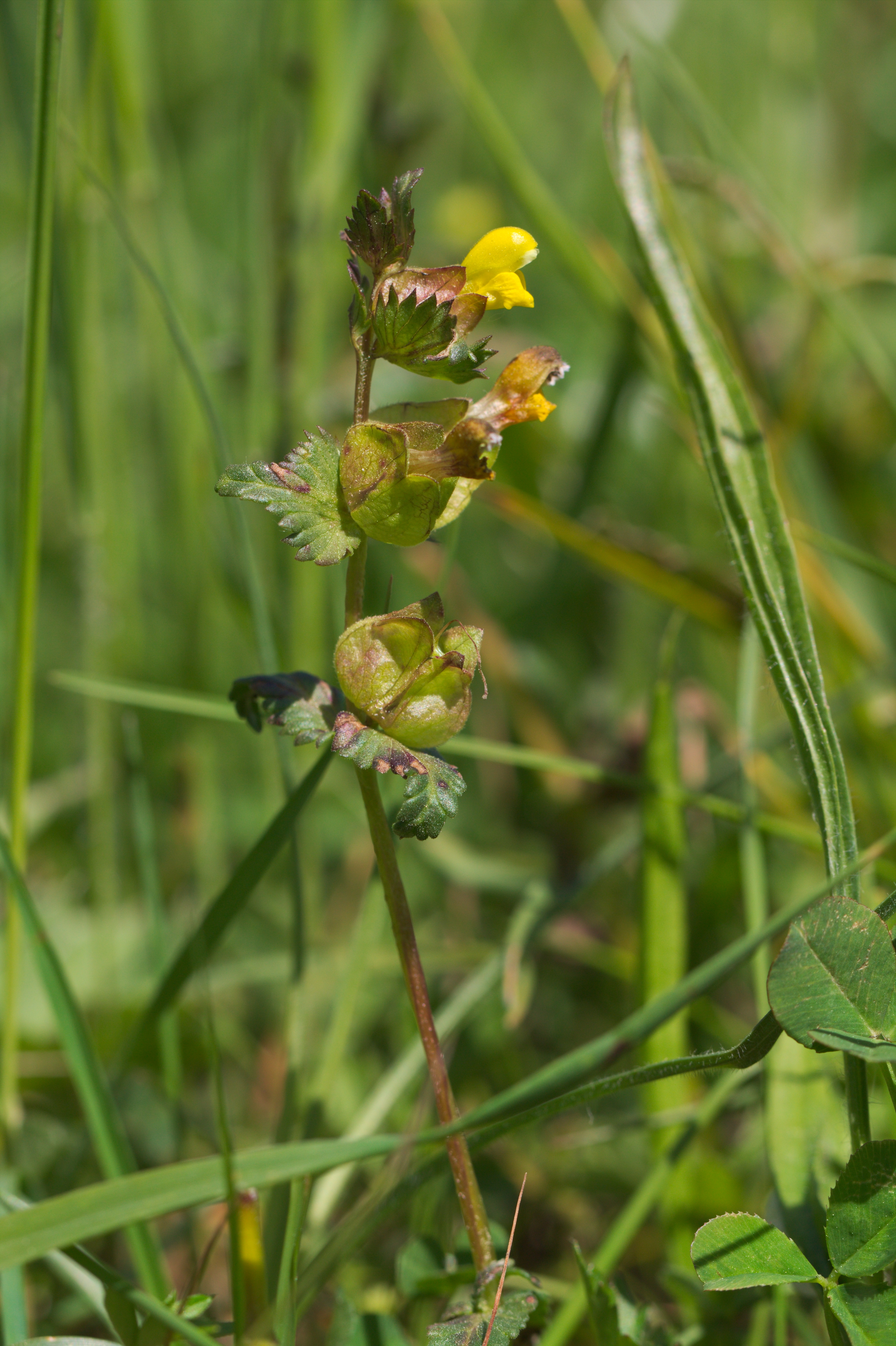
Rhinanthus major

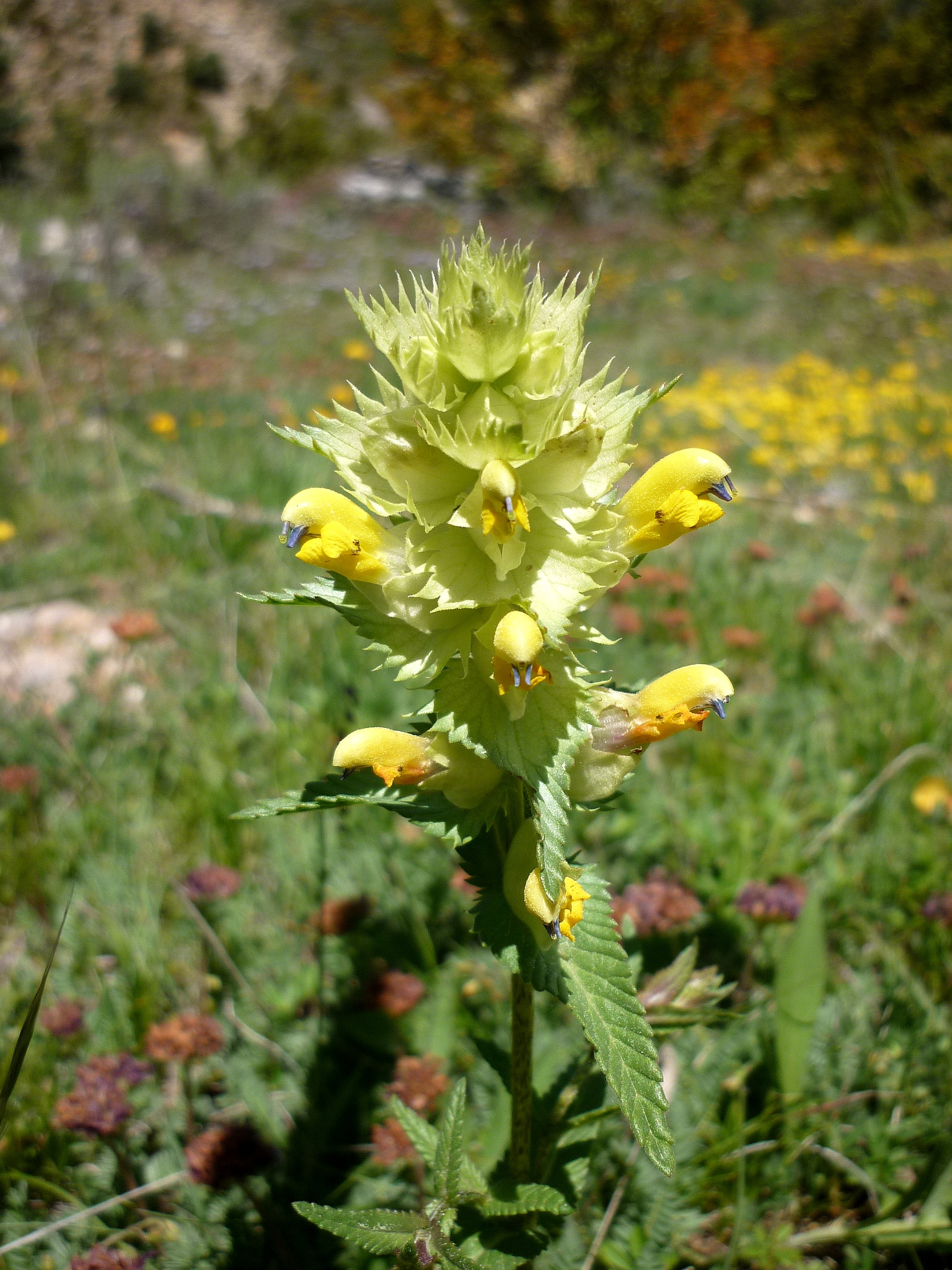
Rhinanthus mediterraneus

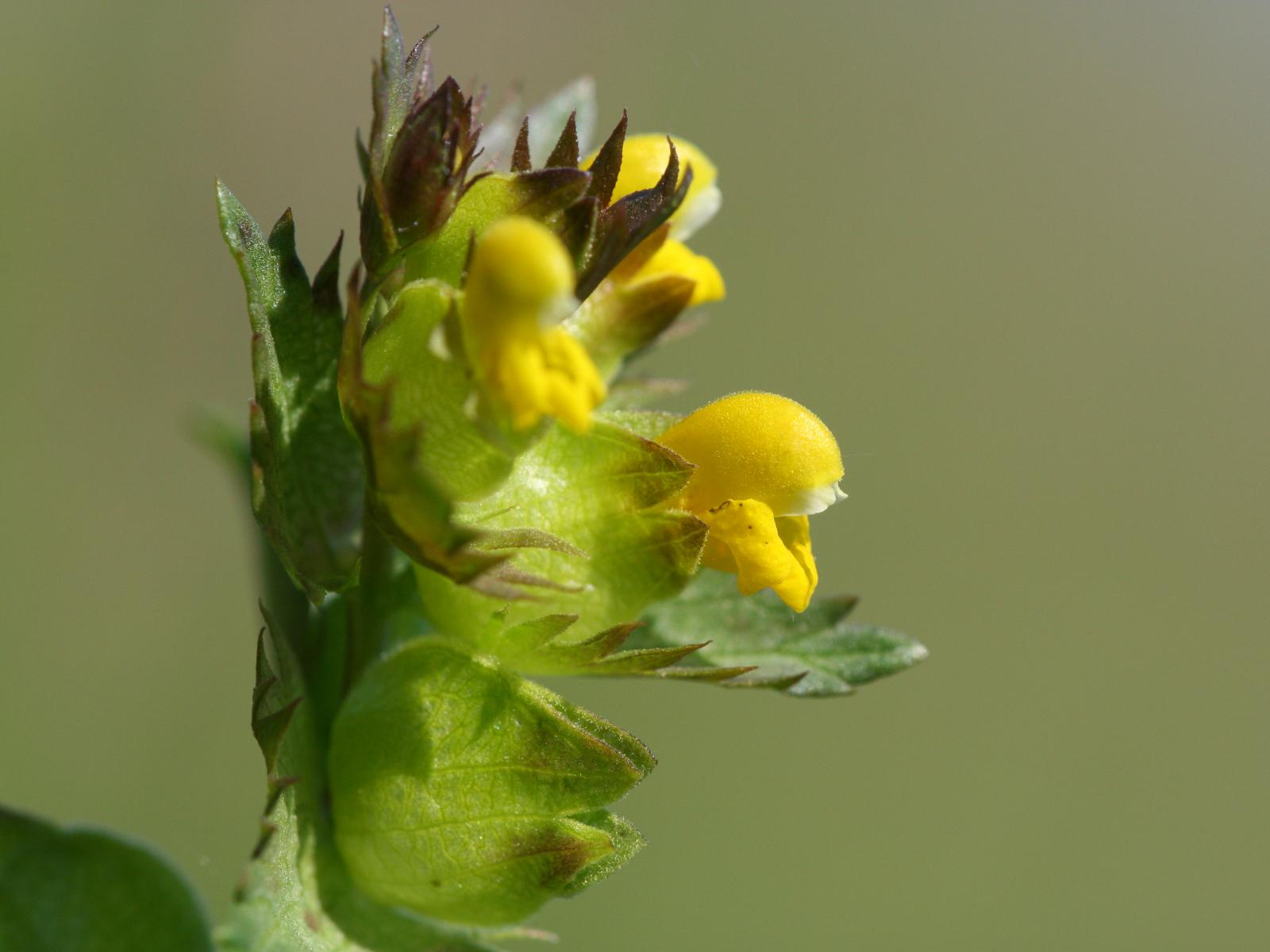
Rhinanthus minor

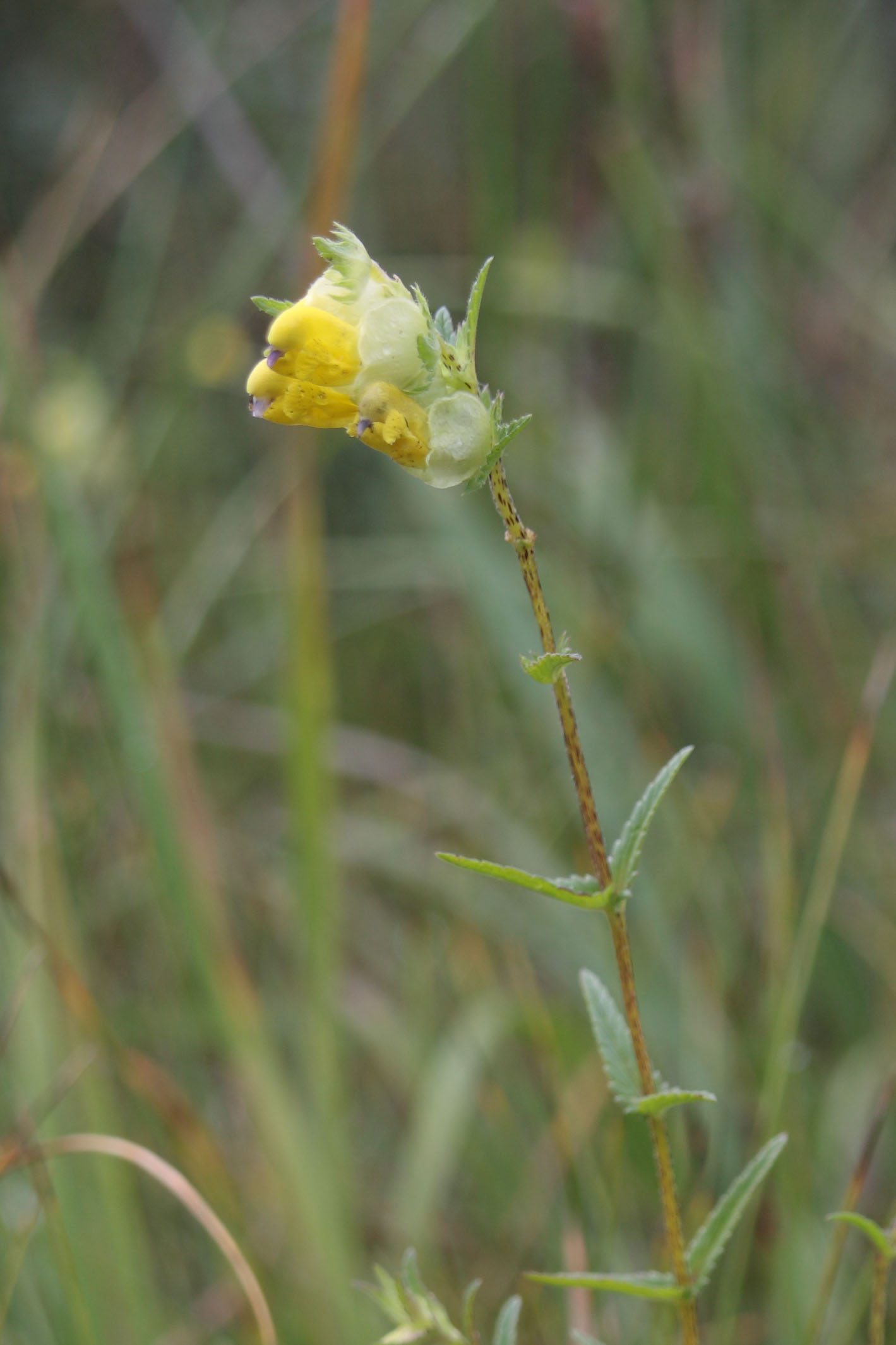
Rhinanthus osiliensis

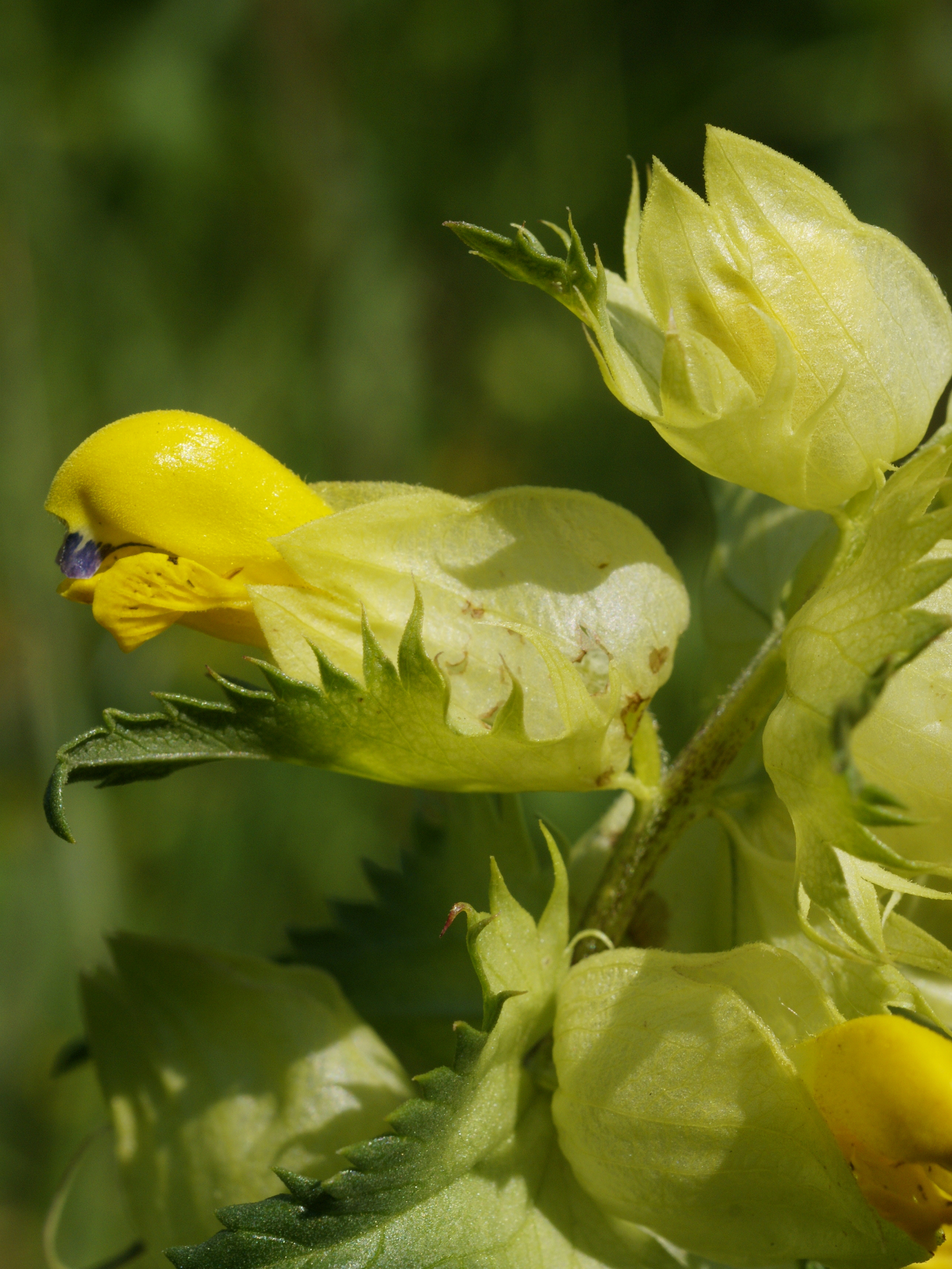
Rhinanthus serotinus

Elenco delle specie di Rhinanthus:

## A
- Rhinanthus alectorolophus (Scop.) Pollich, 1777
- Rhinanthus alpinus Baumg., 1816
- Rhinanthus antiquus (Sterneck) Schinz & Thell., 1914
- Rhinanthus apuanus Soldano, 1983
- Rhinanthus arcticus (Sterneck) Pennell, 1947
- Rhinanthus aristatus Čelak., 1870
- Rhinanthus asperulus (Murb.) Soó, 1929

## B
- Rhinanthus borbasii (Dörfl.) Soó, 1939
- Rhinanthus burnatii (Chabert) Soó, 1929

## C
- Rhinanthus carinthiacus Widder, 1957
- Rhinanthus colchicus Vassilcz., 1955
- Rhinanthus cretaceus Vassilcz.
- Rhinanthus crista-galli L., 1753

## D
- Rhinanthus dinaricus Murb., 1891

## F
- Rhinanthus freynii (Sterneck) Fiori, 1912

## G
- Rhinanthus glaber Lam., 1778
- Rhinanthus glacialis Personnat
- Rhinanthus gracilis Schur, 1859
- Rhinanthus groenlandicus (Ostenf.) Chabert, 1899

## H
- Rhinanthus halophilus U.Schneid., 1962

## I
- Rhinanthus illyricus (Sterneck) Soó, 1958

## J
- Rhinanthus javorkae Soó, 1929

## M
- Rhinanthus mediterraneus (Sterneck) Adamović, 1913
- Rhinanthus melampyroides (Borbás & Degen) Soó, 1958
- Rhinanthus minor L., 1756

## O
- Rhinanthus osiliensis (Ronniger & Saarsoo) Vassilcz.
- Rhinanthus ovifugus Chabert, 1899

## P
- Rhinanthus pampaninii Chabert, 1905
- Rhinanthus personatus (Behrendsen & Sterneck) Bég., 1914
- Rhinanthus pindicus (Sterneck) Soó, 1958
- Rhinanthus ponticus Vassilcz., 1955
- Rhinanthus pseudantiquus H. Kunz, 1969
- Rhinanthus pubescens (Sterneck) Soó, 1929

## R
- Rhinanthus riphaeus Krock., 1823
- Rhinanthus rumelicus Velen., 1887

## S
- Rhinanthus schischkinii Vassilcz., 1955
- Rhinanthus serotinus (Schönh.) Oborný, 1884
- Rhinanthus sintenisii (Sterneck) Soó, 1958
- Rhinanthus songeonii Chabert, 1899
- Rhinanthus subulatus (Chabert) Soó, 1929

## V
- Rhinanthus vassilchenkoi Ivanina & Karasjuk, 1979

## W
- Rhinanthus wagneri Degen, 1894
- Rhinanthus wettsteinii (Sterneck) Soó, 1929